# Charles Bauwens
Charles Bauwens was een Belgisch voetballer die speelde als verdediger. Hij voetbalde in Eerste klasse bij Daring Club Brussel en speelde zes interlandwedstrijden met het Belgisch voetbalelftal.

## Loopbaan
Bauwens debuteerde in 1908 als verdediger in het eerste elftal van toenmalig Eersteklasser Daring Club Brussel. Net voor het uitbreken van de Eerste Wereldoorlog was de ploeg in haar topperiode. Bauwens werd met Daring landskampioen in 1912 en 1914 en werd tweemaal tweede (1909 en 1913).
Na de hervatting van de voetbalcompetitie in 1919 ging Bauwens terug aan de slag bij Daring en hij bleef er nog voetballen tot in 1922. In 1921 werd de ploeg nogmaals landskampioen. In totaal speelde hij 145 wedstrijden in Eerste klasse en scoorde hierbij 3 doelpunten. Na zijn spelersloopbaan nam Bauwens een bestuursfunctie op binnen de club.
Tussen 1910 en 1912 speelde hij 5 wedstrijden met het Belgisch voetbalelftal.